# على عتبة الدار (وثائقي)
على عتبة الدار فيلم وثائقي فلسطيني، تُذكّر فيه المُخرجة الفلسطينية ساهرة درباس بحقّ عودة الفلسطينيين إلى أرضهم واسترداد ممتلكاتهم، عُرِضَ الفيلم لأول مرة في عام 2019، ولكن بسبب جائحة كورونا تأجلت عروضه ولم يُعرض بشكل واسع حتى عام 2021. ويروي الفيلم حكاية ثلاثة أجيال من الفلسطينيين في الولايات المتحدة من عائلة بشارات، حافظوا على ارتباطهم العاطفي بمنزلهم الذي يدعى "فيلا هارون الرشيد" في القدس الغربية، والذي استولى عليه الإسرائيليين عام 1948، ومن بين أفراد هذه الأسرة الفتاة فاليري التي تبلغ 21 عاماً، والتي تسافر عبر أنحاء العالم لزيارة منزل جدها، وتتمكن من دخوله  لتلتقي بجيزيل أرازي الإسرائيلية التي تسكنه والبالغ عمرها 96 عامًا. حاز الفيلم على جائزة مهرجان الأرض في إيطاليا عام 2021، وجائزة مهرجان القدس الدولي للسينما عام 2020.

## حول الفيلم
يبدأ الفيلم بأغنية حول الذكريات والبيت، حيث تبدأ فترات الفيلم بمزيج من الأحداث بين الماضي، والحاضر نحو المستقبل. ثم ينتقل المشهد للحاضر ليبين زيارة فاليري للقدس ودخولها ساحة البيت والحديقة ثم الفيلا، لتقابل المقيمة في بيت أجدادها المسلوب جيريل أرازي البالغة من العمر 96 عامًا. ومما يُثير المُشاهد في الفيلم الفرق بين توقعاته وبين ما يراه على الشاشة، فيتخيل شيئًا بصريًا، أو تاريخيًا من تجاربه عبر التاريخ والسنوات المتقلبة، فيرى الفيلم يفحص توقعاته ويتحداها. ففي الفيلم تعود فاليري بشارات، حفيدة العائلة المقدسية الغنية، إلى قصرها المهيب بديكوراته الداخلية، والذي كان شاهدًا على الحضارة الغنية التي سُلبت وطُمست آنذاك، هادفة للتواصل مع جذورها، والتذكير بحقها وحق عائلتها المسروق، فتحاور ساكنة القصر الحالية. حتى هنا، تبدو الحكاية مألوفة، وتم تناولها وطرحها في أعمال عدة سابقة. لكن مما لا يتوقعه المُشاهد في الفيلم ما تفعله درباس من تحدٍ للفكرة السائدة في وعي المجتمع الشرقي بأن كل شخص ثري فاسد أو منتفع من السلطة، أو النظام، إلخ. لكن الطريق للعودة إلى قصر "هارون الرشيد" في الطالبية الذي خسرته عائلة بشارات في النكبة كانت شائكة ومستحيلة، وعلى الرغم من كون بطلة الفيلم فاليري بنت مدللة ومتطلبة لعائلة مغتربين فلسطينية في الولايات المتحدة، فيصعب على المتلقي التعاطف معها في البداية، وعلى الرغم من شخصية أخ جدها ألفريد الذي يتحدث ويقدم شهادته حول فقدانه للقصر في فيلا فاخرة أخرى في الولايات المتحدة وهو يحتسي النبيذ الذي يبدو غاليًا، ويتحدث بشكل مثير للجدل عن علاقته بالبريطانيين، وتأجير الفيلا لهم، وخيانتهم له وتسليمها لليهود بعد الاستيلاء على القدس الغربية، إلا أن الفيلم يأخذنا لمساحة تحمل صوت المقهورين مهما كانت مكانتهم أو طبقتهم المجتمعية. فالقهر على خسارة بيت ووجود ومدينة وحضارة مثل الطالبية، وما حل محلها من رموز الصهيونية، لا يماثله قهر.

## الشخصيات الرئيسية
- فاليري بشارات: حفيدة عائلة بشارات التي تسافر حول العالم لزيارة منزل جدها والبحث عن الحقيقة.[5]
- جيريل أرازي: المرأة الإسرائيلية البالغة من العمر 96 عامًا التي تسكن البيت حاليًا.[5]
- ألفرد بشارات: ابن عائلة بشارات البالغ من العمر 90 عامًا الذي يعيش في الولايات المتحدة ويقدم شهادته حول فقدان الفيلا.[5]